# 二带双锯鱼
二带双锯鱼（学名：Amphiprion bicinctus）为輻鰭魚綱鱸形目隆頭魚亞目雀鲷科双锯鱼属的鱼类。

## 分布
本魚分布于红海、印度洋非洲东岸。该物种的模式产地在红海。

## 深度
水深1-30公尺。

## 特徵
本魚體呈橢圓形且側扁，口小，鱼体长可达14公分，體色為黄色或橘黄色，體具有两条黑边白纹。背鰭硬棘9-10枚，背鰭軟條15-17枚，臀鰭硬棘2枚，臀鰭軟條13-14枚。

## 生態
本魚生活于珊瑚区，经常在海葵之间来往，有嚴格的統治階級，最大且最具攻擊性的魚是雌魚，位於頂部。一群中只有兩隻一雄一雌，透過體外受精進行繁殖，是連續雌雄同體，這意味著牠們首先發育成雄魚，成熟後變成雌魚，領域性強，屬雜食性，以藻類及小型無脊椎動物為食。

## 圖片

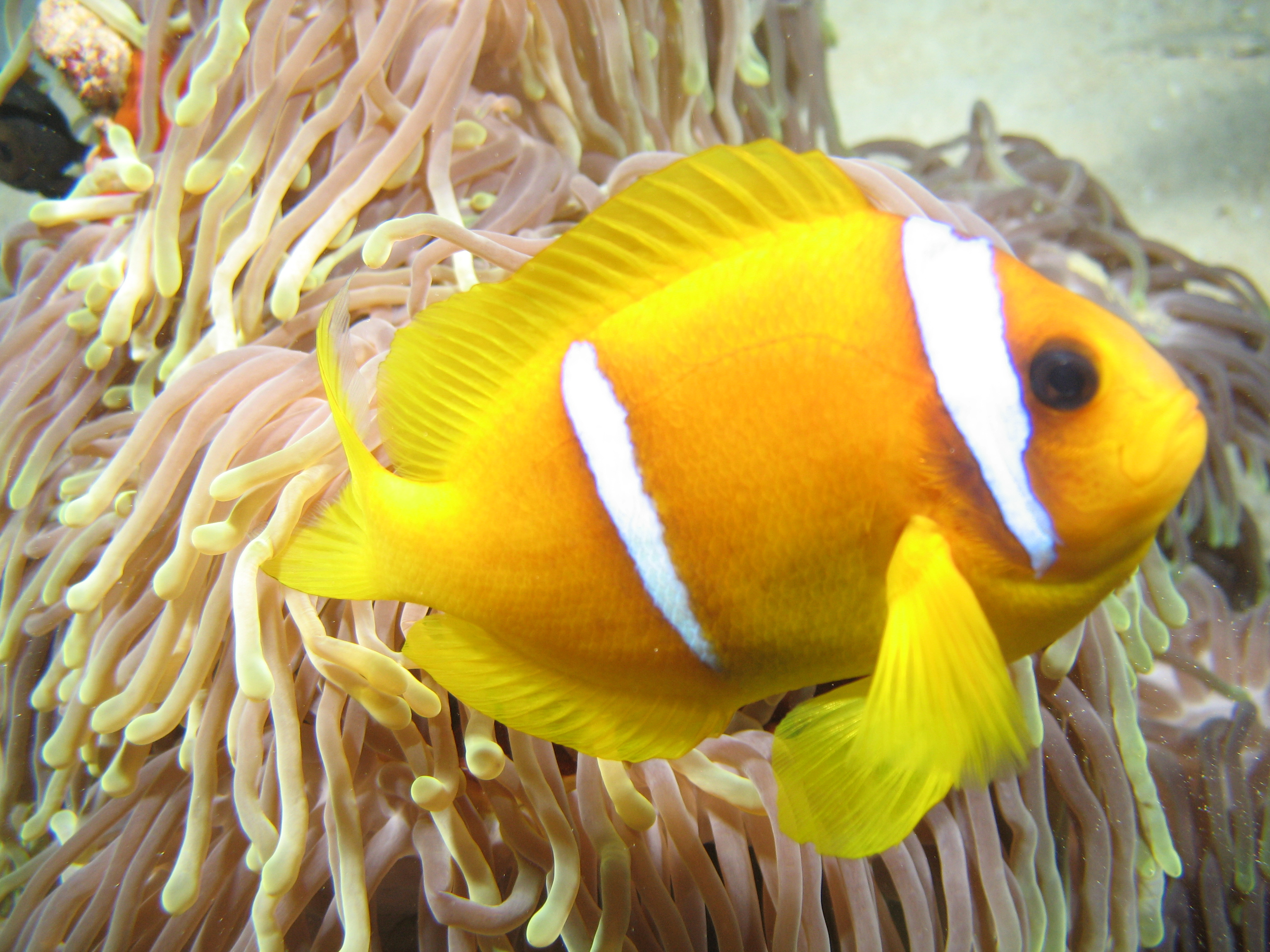
攝於阿拉姆港附近
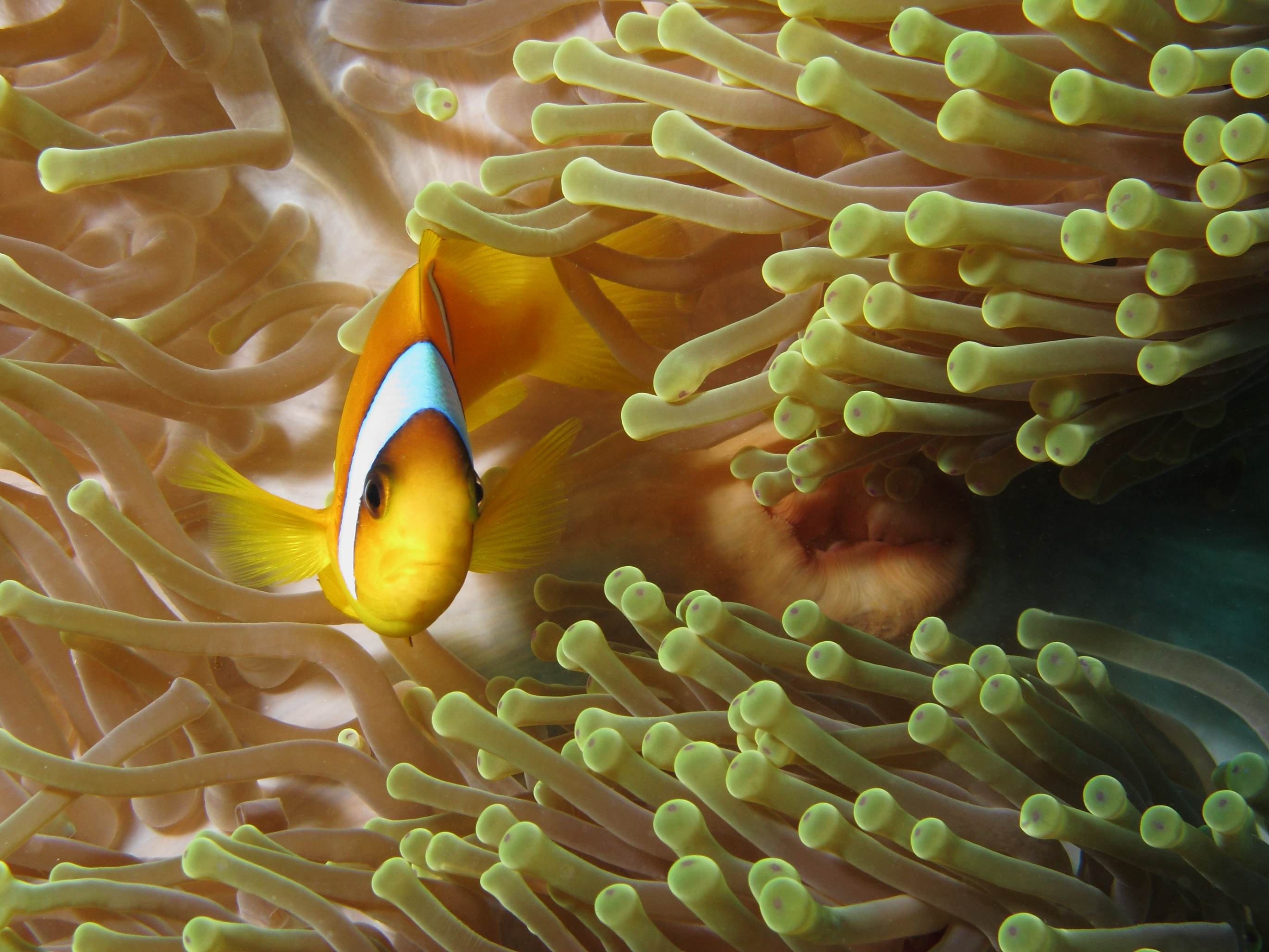
攝於紅海
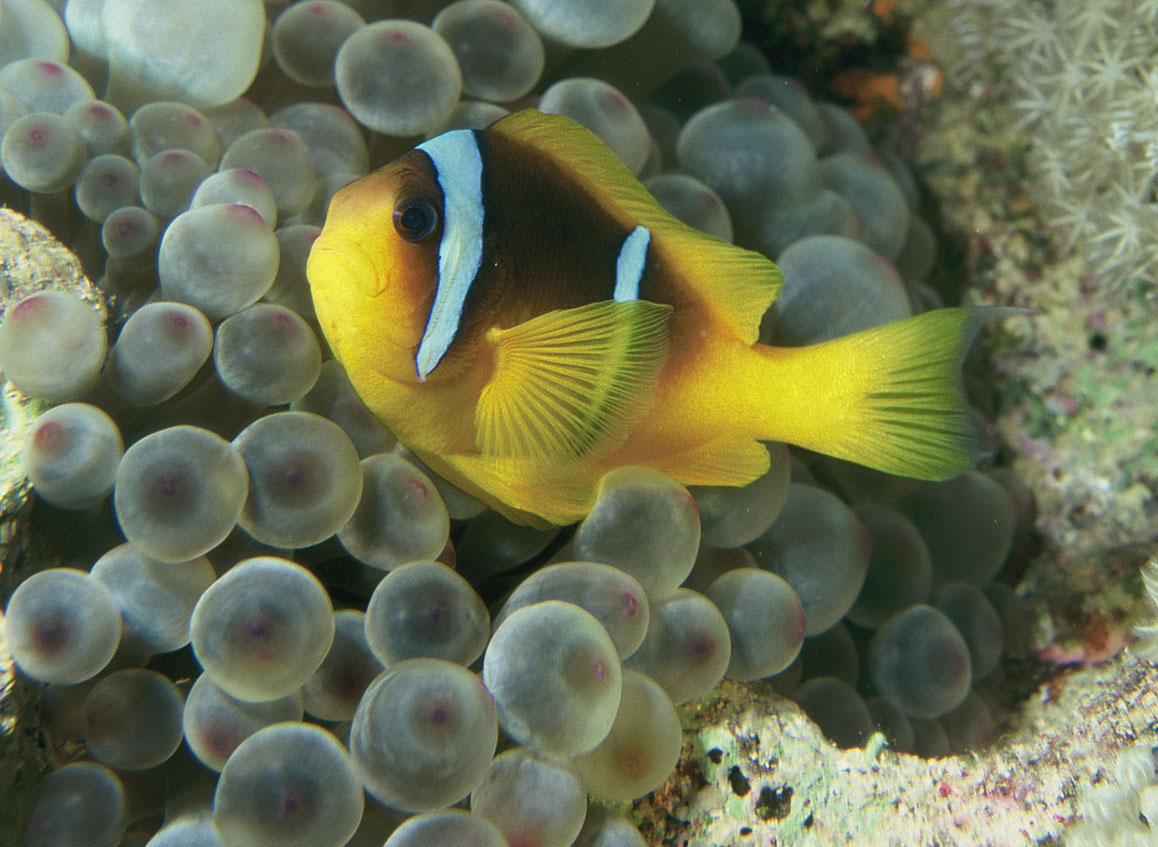
在Gyrostoma屬海葵的二带双锯鱼
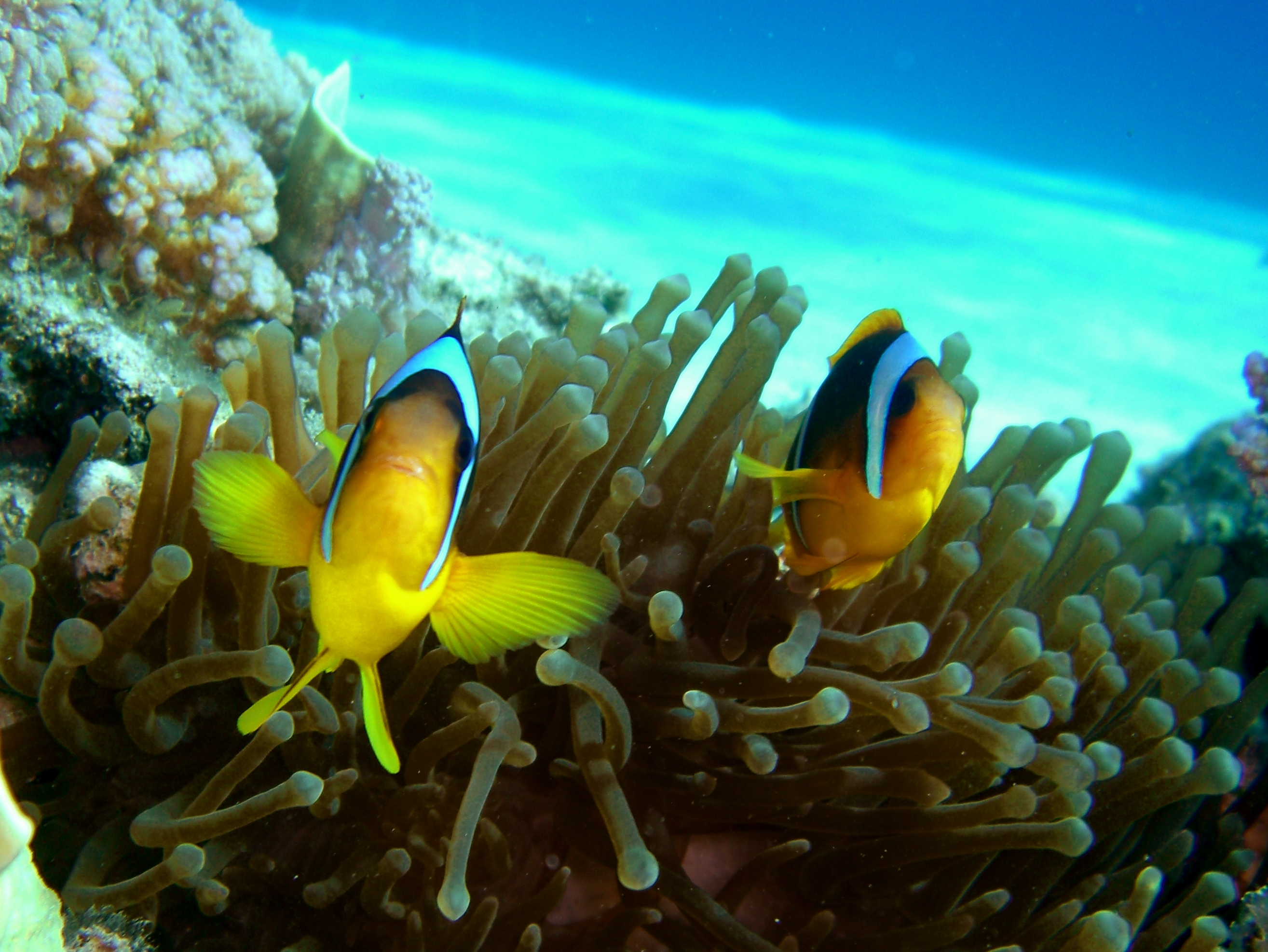
一對二带双锯鱼

## 經濟利用
為高經濟價值的觀賞魚。

## 扩展阅读
維基物種上的相關：二带双锯鱼